# Азбуханова, Инесса Ивановна
Ине́сса Ива́новна Азбуха́нова (род. 5 ноября 1961, Могилёв) — советский и российский художник и скульптор в области декоративно-прикладного искусства и иконописи. Член Союза художников СССР (с 1981). Почётный член РАХ (2014). Заслуженный художник Российской Федерации (2011).

## Биография
Родилась 5 ноября 1961 года в Могилёве.
С 1978 по 1982 год обучалась на факультете керамики Абрамцевского художественно-промышленного училища имени В. М. Васнецова. С 1999 по 2004 год обучалась на факультете декоративно-прикладного искусства Московского государственного гуманитарного университета имени М. А. Шолохова. С 1982 года работала в музеях Дмитровского кремля и Храма Христа Спасителя в должностях научного сотрудника и старшего научного сотрудника. С 2000 по 2005 год занималась педагогической деятельностью на кафедре живописи, ваяния и зодчества Академии управления МВД России. С 2011 по 2019 год — председатель Дмитровского отделения Союза художников России.
Наиболее известные художественные произведения И. И. Азбухановой в области декоративно-прикладного искусства: иконы «Богоматерь Человеколюбивая» (1995), «Богоматерь Владимирская» (1997), «Иоанн Предтеча» (2004), «Евангелист Лука» (2006), «Державная Богоматерь» и «Евангелист Иоанн Богослов» (2007), «Прибавление Ума» (2015); цикл из двенадцати работ, посвященных истории XX века «Ход Времени. XX век» (2012—2014); цикл из десяти работ «Путешествие» (2015—2018). И. И. Азбуханова была участником всероссийских, зарубежных и персональных выставок, в том числе в
Государственном историческом музее (1997), Музее-заповеднике Московского Кремля (2000), Государственном музее истории религии (2003), Центральном музее древнерусской культуры и искусства имени Андрея Рублёва и в Латеранском дворце под эгидой Папского совета по культуре (2004), в Государственной Третьяковской галерее (2009), а также в различных выставок в Испании (1989), Австралии (1990), Италии (1992), Германии и Англии (1993).
Художественные произведения И. И. Азбухановой находятся в музеях России и мира, в том числе в Государственном историческом музее, Государственной Третьяковской галерее, в галереях РАХ, в Папском совете по культуре в Ватикане.
С 2000 года И. И. Азбуханова была избрана членом Союза художников России. В 2014 году ей было присвоено почётное звание — Почётный член РАХ.
4 мая 2011 года Указом Президента России «За заслуги в области искусства» И. И. Азбухановой было присвоено почётное звание Заслуженный художник Российской Федерации. 23 декабря 2013 года Распоряжением Правительства России за проект «Возрождение древнего вида православного искусства — резной иконы» И. И. Азбухановой стала лауреатом Паремия Правительства Российской Федерации в области культуры.

## Награды
- Заслуженный художник Российской Федерации (2011)[6]
- Премия Правительства Российской Федерации в области культуры (2013 — за проект «Возрождение древнего вида православного искусства — резной иконы»)[7]